# Espen Rian
Espen Rian (ur. 11 lutego 1981 r. w Trondheim) – norweski dwuboista klasyczny, brązowy medalista mistrzostw świata.

## Kariera
W Pucharze Świata Espen Rian zadebiutował 29 grudnia 2001 roku w Oberwiesenthal, zajmując 22. miejsce w sprincie. Tym samym już w swoim debiucie wywalczył pierwsze pucharowe punkty. W sezonie 2001/2002 pojawił się jeszcze dziewięć razy, za każdym razem punktując, ale wyniku z Oberwiesenthal nie poprawił i w klasyfikacji generalnej zajął 43. miejsce. Najlepsze wyniki osiągnął w sezonie 2006/2007, w którym zajął czternaste miejsce. Nigdy nie stał na podium zawodów pucharowych, najlepszy wynik osiągając 9 marca 2008 roku w Oslo, gdzie zajął piąte miejsce w sprincie.
Rian startował także w zawodach Pucharu Świata B (obecnie Puchar Kontynentalny), gdzie osiągnął większe sukcesy. W konkursach tego cyklu pięciokrotnie stawał na podium, w tym trzykrotnie zwyciężał: 1 grudnia 2001 roku w Vuokatti, 19 stycznia 2002 roku w Saalfelden am Steinernen Meer oraz 18 marca 2006 roku w Mo i Rana. W klasyfikacji generalnej najlepiej wypadł w sezonie 2005/2006, w którym zajął dziesiąte miejsce. Występował także w zawodach Letniego Grand Prix w kombinacji norweskiej, najlepszy wynik osiągając w siódmej edycji tego cyklu, którą ukończył na dwunastym miejscu w klasyfikacji końcowej. Wtedy też wywalczył jedyne podium w tym cyklu - 21 sierpnia 2004 roku w Bischofshofen był drugi w starcie masowym.
Największy sukces swojej kariery osiągnął w 2007 roku, na Mistrzostwach Świata w Sapporo. Wspólnie z Håvardem Klemetsenem, Petterem Tande i Magnusem Moanem wywalczył brązowy medal w sztafecie. Po skokach Norwegowie zajmowali drugie miejsce, ale na trasie biegu zostali wyprzedzeni przez Niemców i ostatecznie zajęli trzecie miejsce, wyprzedzając czwartych Austriaków o zaledwie 0.4 sekundy. W konkursach indywidualnych zajął ósme miejsce w konkursie metodą Gundersena, a w sprincie był piętnasty. Dwa lata później, podczas Mistrzostw Świata w Libercu wystąpił tylko w starcie masowym, który ukończył na osiemnastej pozycji. Brał także udział w Igrzyskach Olimpijskich w Vancouver w 2010 roku, gdzie był piąty w sztafecie, a indywidualnie zajął 35. miejsce w Gundersenie na dużej skoczni.
W 2011 roku zakończył sportową karierę.

## Osiągnięcia

### Igrzyska Olimpijskie
| Miejsce | Dzień     | Rok  | Miejscowość | Konkurencja           | Wynik zwycięzcy | Strata  | Zwycięzca   |
| ------- | --------- | ---- | ----------- | --------------------- | --------------- | ------- | ----------- |
| 5.      | 23 lutego | 2010 | Vancouver   | Sztafeta HS140/4x5 km | 49:31,6         | +54,3   | Austria     |
| 35.     | 25 lutego | 2010 | Vancouver   | Gundersen HS140/10 km | 25:32,9         | +3:39,9 | Bill Demong |

### Mistrzostwa świata
| Miejsce | Dzień     | Rok  | Miejscowość | Konkurencja              | Wynik zwycięzcy | Strata    | Zwycięzca       |
| ------- | --------- | ---- | ----------- | ------------------------ | --------------- | --------- | --------------- |
| 15.     | 23 lutego | 2007 | Sapporo     | Sprint HS134/7,5 km      | 17:40,2         | +2:01,4   | Hannu Manninen  |
| 3.      | 25 lutego | 2007 | Sapporo     | Sztafeta HS134/4x5 km    | 49:14,9         | +1:12,0   | Finlandia       |
| 8.      | 3 marca   | 2007 | Sapporo     | Gundersen HS100/15 km    | 38:35,6         | +1:38,6   | Ronny Ackermann |
| 18.     | 20 lutego | 2009 | Liberec     | Start masowy HS100/10 km | 276,0 pkt       | -42,8 pkt | Todd Lodwick    |

### Puchar Świata

#### Miejsca w klasyfikacji generalnej
- sezon 2001/2002: 43.
- sezon 2002/2003: -
- sezon 2003/2004: 32.
- sezon 2004/2005: 52.
- sezon 2006/2007: 14.
- sezon 2007/2008: 20.
- sezon 2008/2009: 34.
- sezon 2009/2010: 43.
- sezon 2010/2011: 23.

#### Miejsca na podium chronologicznie
Rian nigdy nie stał na podium indywidualnych zawodów Pucharu Świata.

### Puchar Kontynentalny

#### Miejsca w klasyfikacji generalnej
- sezon 2002/2003: 17.
- sezon 2003/2004: 24.
- sezon 2004/2005: 19.
- sezon 2005/2006: 10.
- sezon 2009/2010: 64

#### Miejsca na podium chronologicznie
| Nr | Data             | Miejscowość                   | Konkurencja              | Wynik zwycięzcy | Pozycja | Strata   | Zwycięzca            |
| -- | ---------------- | ----------------------------- | ------------------------ | --------------- | ------- | -------- | -------------------- |
| 1. | 1 grudnia 2001   | Vuokatti                      | Gundersen K90/15 km      | ?               | 1.      | -        | -                    |
| 2. | 18 stycznia 2002 | Saalfelden am Steinernen Meer | Sprint K90/7,5 km        | ?               | 3.      | +2.2 s   | Frédéric Baud        |
| 3. | 19 stycznia 2002 | Saalfelden am Steinernen Meer | Gundersen K90/15 km      | ?               | 1.      | -        | -                    |
| 4. | 14 stycznia 2005 | Val di Fiemme                 | Start masowy HS134/10 km | 255,8 pkt       | 2.      | -9,9 pkt | Siergiej Maslennikow |
| 5. | 11 marca 2006    | Vuokatti                      | Sprint HS100/7.5 km      | ?               | 3.      | +1.9 s   | Florian Schillinger  |
| 6. | 18 marca 2006    | Mo i Rana                     | Sprint HS96/7.5 km       | ?               | 1.      | -        | -                    |

### Letnie Grand Prix

#### Miejsca w klasyfikacji generalnej
- 2002: 16
- 2003: 17
- 2004: 12
- 2007: 27
- 2010: 39

#### Miejsca na podium chronologicznie
| Nr | Data             | Miejscowość   | Konkurencja              | Wynik zwycięzcy | Pozycja | Strata   | Zwycięzca    |
| -- | ---------------- | ------------- | ------------------------ | --------------- | ------- | -------- | ------------ |
| 1. | 21 sierpnia 2004 | Bischofshofen | Start masowy HS140/10 km | 262.7 pkt       | 2.      | -3.8 pkt | Todd Lodwick |